# Robert Ellner
Robert Ellner ( 1. prosince 1889, Německý Brod - 14. ledna 1940, Praha ) byl významnou osobností prvorepublikového letectva, na konci 30. let byl velitelem elitního Leteckého pluku 1 a byl náčelníkem štábu Velitelství letectva I. armády.

## Život
Narodil se v Německém Brodě v rodině hostinského na nádraží č.p. 96 Karla Ellnera a jeho manželky Teresie rozené Liebhartové, dcery hostinského ve Statzendorfu .
Leteckou kariéru zahájil už za Rakousko-Uherska, kde vystudoval německobrodské reálné gymnázium v letech 1900-05  a následně absolvoval Kadetní školu pěchoty v Mariboru, Kurs pro letecké pozorovatele ve Wiener Neustadtu, Pilotní školu v Szegedu, Velitelské školy v Praze a Kurz pro vyšší velitele v Praze.
Za první světové války velel i několika jednotkám (Flik 56/J a Flek 5). Po převratu se dal do služeb Leteckého sboru a zapojil se i do bojů s Maďary v roce 1919, kdy si v řadách Bre.590 zapsal 17 nepřátelských letů (nejčastěji s pilotem Joe Poliquenem, který byl za druhé světové války prvním velitelem francouzské jednotky v SSSR - slavné perutě Normandie). 
Za první republiky poté velel řadě jednotek - setninám/rotám a leteckým plukům. V roce 1936 se stal velitelem Leteckého pluku 1  a za branné pohotovosti státu 22. září - 22. října 1938 plnil úkoly náčelníka štábu Velitelství letectva I. armády, kdy funkci velitele zastával Karel Janoušek.
Srdce těžko neslo tehdejší události a 14. ledna 1940 náhle umírá